# Oskar Frenzel

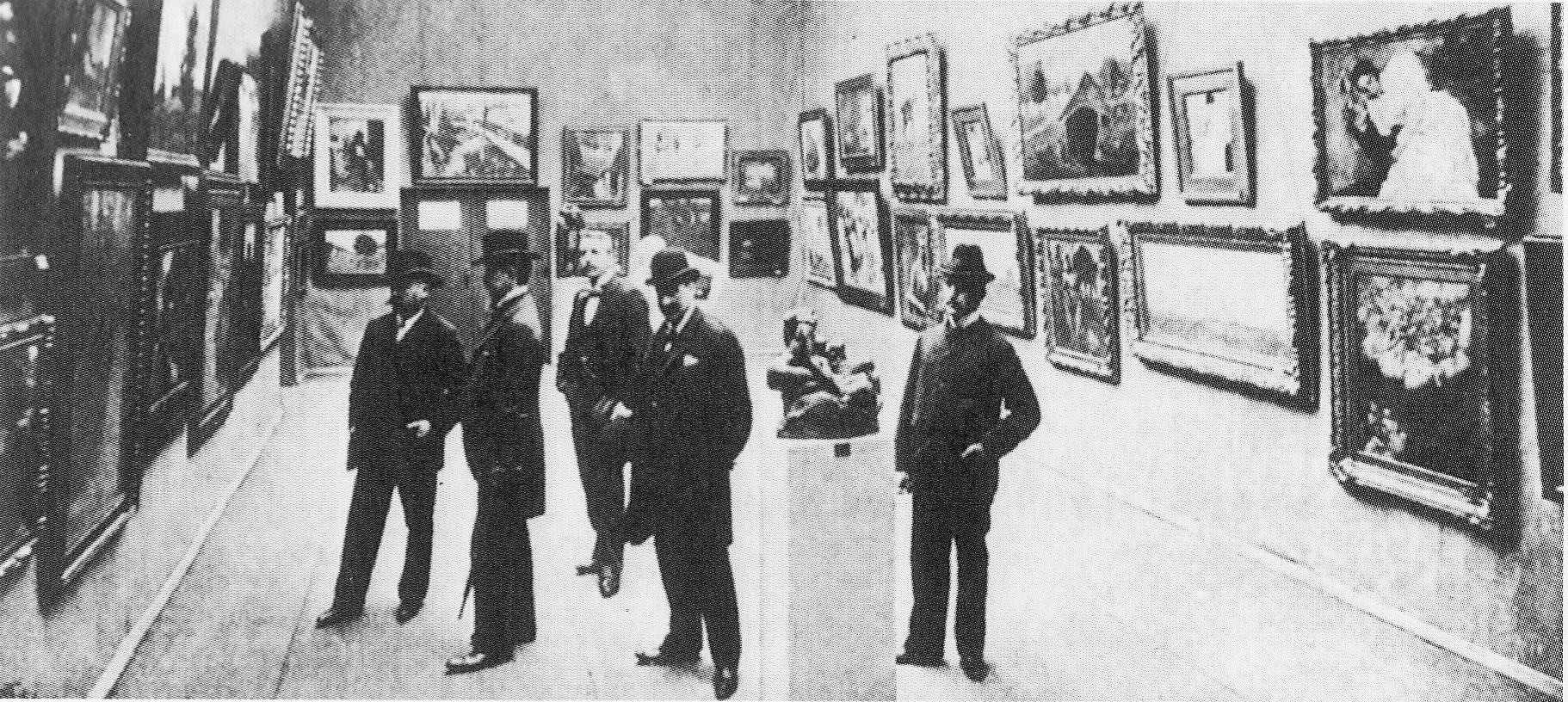
Oskar Frenzel (till vänster) tillsammans med ledningen för Berliner Secession 1900.

Oskar Frenzel, född den 12 november 1855 i Berlin, död där den 15 maj 1915, var en tysk målare.
Frenzel var först litograf, studerade vid konstakademien i Berlin och för Eugen Bracht och blev en framstående framställare av landskap, gärna med staffage av hjortar. Bland hans arbeten kan nämnas Favoriten (1889, Nya pinakoteket, München), Från Elbe (1891, Königsberg), Rivalen (1893, Magdeburg), Fåraherde i dynerna (samma år, Berlins nationalgalleri).